# Chaos and Creation in the Backyard
Chaos and Creation in the Backyard – album Paula McCartneya wydany w 2005, będący 20. w solowej twórczości muzyka. Zawiera 13 piosenek (pomijając edycję japońską), w tym utwór „Follow Me” – wykonany po raz pierwszy na festiwalu w Glastonbury w 2004 w ramach trasy Summer European Tour. Paul jest jednocześnie kompozytorem i wykonawcą wszystkich piosenek.

## Okoliczności powstania i charakterystyka albumu
Album ukazuje muzyczną dojrzałość artysty. Wszystkie piosenki są bardzo stonowane, niezwykle melodyczne, zróżnicowane i proste w aranżacji (maksymalny efekt dźwiękowy przy użyciu minimalnej ilości instrumentów). Głównym założeniem albumu jest powrót do korzeni, które przejawia się m.in. tym, że Paul gra na większości instrumentów – dowodząc po raz kolejny swojego wybitnego talentu interpretatorskiego. Paul gra tu m.in. na perkusji, gitarze, basie, instrumentach klawiszowych oraz kilku mniej znanych instrumentach, takich jak np. fisharmonia. Jest to swoista kontynuacja albumów z 1970 r. McCartney i 1980 r. McCartney II. Jednak nie do końca, gdyż Chaos and Creation in the Backyard wyróżnia się od nich starannie dopracowanymi i wyselekcjonowanymi kompozycjami, elegancją i specyficzna atmosferą tworzoną w każdym utworze (np. A Certain Softness – jest utrzymana w klimatach rytmów kubańskich). 
Album otwiera dynamiczna kompozycja Fine Line oparta na wyrazistej linii fortepianu. Zaraz po niej możemy usłyszeć spokojną i sentymentalną Jenny Wren piosenkę uznawaną za siostrę Blackbird (utwór nagrany przez Beatlesów na potrzeby Białego Albumu). Jedyną piosenką, która może dorównywać pierwszemu utworowi pod względem dynamizmu jest Promise To You Girl. Usłyszymy w niej m.in. pastiszowe chórki charakterystyczne dla zespołów grających rock operę. Album kończy ukryty utwór I've Only Got Two Hands, który jest stylizowany na psychodelik, a co najmniej możemy go nazwać kolażem różnych dźwięków m.in. klaksony samochodów, fortepian – całość powiązana została przeplatanymi partiami gitary. 
Stało się tradycją, że producentami kolejnych studyjnych albumów (wydawanych z regularnością co 4 lata od 1989 roku – pomijając projekty poboczne w tym Run Devil Run) Paula są znani i utalentowani producenci – Nigel Godrich (znany ze współpracy m.in. z Radiohead, Travis i Beckiem). Wpływ na ostateczne brzmienie płyty miał też były producent Beatlesów, Sir George Martin, z którym Paul współpracował podczas sesji do Tug of War i Flaming Pie.
Okładka płyty Chaos and Creation in the Backyard pochodzi z 1962 roku i przedstawia McCartneya grającego na gitarze w przydomowym ogródku w Liverpoolu. Autorem zdjęcia pierwotnie nazwanego 'Paul Under Washing', a obecnie 'Our Kid Through Mum's Net Curtains' jest jego brat Mike McCartney.
Nazwa związana jest bezpośrednio z powrotem do korzeni – czyli twórczości młodego McCartneya w przydomowym zaciszu ogrodu (ang. backyard). Natomiast chaos i kreacje (ang. chaos and creation) obrazują bardzo wczesny okres twórczości McCartneya, którego nastoletnia twórczość niekiedy wykazywała duże niedopracowanie.

## Lista utworów
Wszystkie piosenki skomponowane i napisane przez Paula McCartneya:

### Edycja oryginalna
| 1.  | Fine Line                                                                                      | 3:05  |
|     |                                                                                                |       |
| 2.  | How Kind of You                                                                                | 4:47  |
|     |                                                                                                |       |
| 3.  | Jenny Wren                                                                                     | 3:47  |
|     |                                                                                                |       |
| 4.  | At the Mercy                                                                                   | 2:38  |
|     |                                                                                                |       |
| 5.  | Friends To Go                                                                                  | 2:43  |
|     |                                                                                                |       |
| 6.  | English Tea                                                                                    | 2:12  |
|     |                                                                                                |       |
| 7.  | Too Much Rain                                                                                  | 3:24  |
|     |                                                                                                |       |
| 8.  | A Certain Softness                                                                             | 2:42  |
|     |                                                                                                |       |
| 9.  | Riding To Vanity Fair                                                                          | 5:07  |
|     |                                                                                                |       |
| 10. | Follow Me                                                                                      | 2:31  |
|     |                                                                                                |       |
| 11. | Promise To You Girl                                                                            | 3:10  |
|     |                                                                                                |       |
| 12. | This Never Happened Before                                                                     | 3:24  |
|     |                                                                                                |       |
| 13. | Anyway: zawiera ukrytą piosenkę "I've Only Got Two Hands" (rozpoczyna się 30 sekund po Anyway) | 3:50  |
|     |                                                                                                |       |
|     |                                                                                                | 43:20 |
|     |                                                                                                |       |

### Edycja japońska
| 1.  | Fine Line                                                                                      | 3:05  |
|     |                                                                                                |       |
| 2.  | How Kind of You                                                                                | 4:47  |
|     |                                                                                                |       |
| 3.  | Jenny Wren                                                                                     | 3:47  |
|     |                                                                                                |       |
| 4.  | At the Mercy                                                                                   | 2:38  |
|     |                                                                                                |       |
| 5.  | Friends To Go                                                                                  | 2:43  |
|     |                                                                                                |       |
| 6.  | English Tea                                                                                    | 2:12  |
|     |                                                                                                |       |
| 7.  | Too Much Rain                                                                                  | 3:24  |
|     |                                                                                                |       |
| 8.  | A Certain Softness                                                                             | 2:42  |
|     |                                                                                                |       |
| 9.  | Riding To Vanity Fair                                                                          | 5:07  |
|     |                                                                                                |       |
| 10. | Follow Me                                                                                      | 2:31  |
|     |                                                                                                |       |
| 11. | Promise To You Girl                                                                            | 3:10  |
|     |                                                                                                |       |
| 12. | This Never Happened Before                                                                     | 3:24  |
|     |                                                                                                |       |
| 13. | Anyway: zawiera ukrytą piosenkę "I've Only Got Two Hands" (rozpoczyna się 30 sekund po Anyway) | 3:50  |
|     |                                                                                                |       |
| 14. | She Is So Beautiful                                                                            | 3:01  |
|     |                                                                                                |       |
|     |                                                                                                | 46:21 |
|     |                                                                                                |       |

### Edycja specjalna CD + DVD
zawiera ponadto:
- Film dokumentalny: "Between Chaos and Creation"
- Teledysk: "Fine Line"
- Film animowany: "Line Art"
- Menu: "How Kind of You"

## Nagrody oraz pozycja na listach przebojów
Kolorem pomarańczowym zaznaczono singel niealbumowy.

Kolorem błękitnym zaznaczono singel niealbumowy, ale przynajmniej jedną ze stron zamieszczono już na reedycjach.
Single
| Okładka | Data wydania            | strona A                              | strona B                                                                        | UK Lista    | US Lista | Certyfikat |
| ------- | ----------------------- | ------------------------------------- | ------------------------------------------------------------------------------- | ----------- | -------- | ---------- |
| foto    | 29 sierpnia 2005 r.     | Fine Line                             | Growing Up Falling Down (7'')/ Comfort of Love (CD)                             | 20 (2 tyg.) | X        | X          |
| foto    | 31 października 2005 r. | Jenny Wren                            | Summer of '59 (7'')/I Want You To Fly (CD i Maxi-CD)/This Loving Game (Maxi-CD) | 22 (2 tyg.) | X        | X          |
| X       | X                       | This Never Happened Before (wersja 2) | This Never Happened Before (wersja albumowa)                                    | X           | 27 (AC)  | X          |

Album
| Okładka | Data wydania        | nazwa albumu                       | UK Lista     | US Lista    | Certyfikat                       |
| ------- | ------------------- | ---------------------------------- | ------------ | ----------- | -------------------------------- |
| foto    | 12 września 2005 r. | Chaos and Creation in the Backyard | 10 (10 tyg.) | 6 (19 tyg.) | (UK)złota płyta (US) złota płyta |

Chaos and Creation in the Backyard zebrało bardzo dobre recenzje. W USA osiągnęła status złotej płyty.
Pierwszym singlem był Fine Line – wydany pod koniec sierpnia wdarł się na 20. pozycję w Wielkiej Brytanii i przyczynił się później do wysokich notowań samego albumu Chaos and Creation in the Backyard 10. miejsce w Wielkiej Brytanii i 6. w USA. To najwyżej notowany album Paula od Flaming Pie z 1997 roku. Drugim i zarazem ostatnim singlem była piosenka Jenny Wren, która dotarła do 22. pozycji w Wlk. Brytanii. 
Album został nominowany do 4 nagród Grammy w 2006 roku:
- Album of the Year
- Producer of the Year (Nigel Godrich)
- Best Pop Vocal Album
- Best Male Pop Vocal Performance (Fine Line)

Album został nominowany do 1 nagrody Grammy w 2007 roku:
- Best Male Pop Vocal Performance (Jenny Wren)

Album na listach przebojów w poszczególnych tygodniach
| Tydzień | 1  | 2  | 3  | ... | 19 |
| ------- | -- | -- | -- | --- | -- |
| UK      | 10 | 34 | 70 | ?   | ?  |
| US      | 6  | 16 | 32 | ?   | ?  |

## Wideografia
Teledyski:
- Fine Line reż. Simon Hilton
- Jenny Wren reż. ?

Filmy:
- Between Chaos And Creation

reż. Simon Hilton

długość 31:34 (DVD)
- Line Art

reż. Simon Hilton

długość 11:40 (DVD)
- Chaos and Creation at Abbey Road

reż. ? 

długość 59:42

## Twórcy
- Sir Paul McCartney - producent, wokal, gitara akustyczna (Martin d28), gitara akustyczna (Epiphone Tecan), gitara basowa (Hofner), gitara elektryczna (Epiphone Casino), gitary elektryczne (Gibson L5, Fender Telecaster, Fender Stratocaster), 12 strunowa gitara (Martin), gitara klasyczna (Petersen), fortepiany (Bosendorf, Steinway, Yamaha), syntezator Mooga, pianino elektryczne (WurlitZen), pianino (Crown), organy b3, dzwony rurowe, wiolonczela, flety, szpinet (Baldwin), bębny (Ludwig), tamburyn, marakasy, skrzydłówka, kotły (Ludwig), fisharmonia, gong, czynel, trójkąt
- Nigel Godrich – producent, pętla pianina i gitary („How Kind Of You”)
- Dan Grech-Marguerat – asystent producenta
- Darrell Thorp – inżynier
- Millennia Emsemble – skrzypce („Fine Line”; „At The Mercy”; „English Tea”; „Follow Me”; „This Never Happend Before”; „Anyway”)
- Joby Talbot – aranżacja partii skrzypiec i dyrygentura („Fine Line”; „At The Mercy”; „English Tea”; „Follow Me”; „This Never Happend Before”; „Anyway”)
- Pedro Eustache – duduk („Jenny Wren”)
- Jason Fakkner – gitara elektryczna („At The Mercy”), gitara klasyczna („A Certain Softness”)
- James Gadson – perkusja („At The Mercy”; „Riding To Vanity Fair”)
- Joey Waronker – bęben wielki, bongo („A Certain Softness”)
- David Campbell – aranżacja partii skrzypiec („Riding To Vanity Fair”)
- The Los Angeles Music Players – skrzypce („Riding To Vanity Fair”)
- Brian Ray – gitara akustyczna („Follow Me”)
- Rusty Anderson – gitara akustyczna („Follow Me”)
- Abe Laboriel Jnr. – perkusja, tamburyno („Follow Me”)